# Kevin Abstract
Clifford Ian Simpson (* 16. Juli 1996 in Corpus Christi, Texas), besser bekannt unter seinem Künstlernamen Kevin Abstract, ist ein US-amerikanischer Rapper, Sänger, Musikproduzent und Medienkünstler. Der Durchbruch gelang ihm 2016 mit seinem zweiten Studioalbum American Boyfriend: A Suburban Love Story. Besondere Bekanntheit erlangte er als Mastermind des Hip-Hop-Kollektivs Brockhampton.

## Leben
Clifford Ian Simpson kam 1996 in Corpus Christi, Texas, zur Welt. Er wuchs als jüngstes von mehreren Geschwistern bei seiner alleinerziehenden Mutter auf. Nachdem er den Film The Social Network gesehen hatte, entschied er sich entgegen dem Willen seiner Eltern, nicht aufs College zu gehen und eine Künstlerlaufbahn einzuschlagen. Im Alter von 15 Jahren lief er von zuhause weg und lebte für ein Jahr bei der Familie eines Freundes in der mehrheitlich weißen Vorstadt The Woodlands. Danach zog er zu seiner älteren Schwester nach Georgia, ehe er im Hinblick auf seine Musikkarriere nach Texas zurückkehrte. In einem Interview gab er 2016 an, nach wie vor mit seinen Eltern in Kontakt zu stehen, wenngleich sein Verhältnis nie besonders eng gewesen sei.

## Karriere
Simpson begann bereits im Alter von elf Jahren mit dem Musikmachen, indem er über YouTube-Instrumentals rappte und erste Stücke auf Myspace hochlud. Mit zwölf nahm er seinen Künstlernamen Kevin Abstract an und gründete zusammen mit Internetfreunden das Hip-Hop-Kollektiv AliveSinceForever, aus dem später Brockhampton hervorgehen sollte. 2013 entstand eine EP. Einen Tag vor seinem 18. Geburtstag veröffentlichte Kevin Abstract sein Debütalbum MTV1987. Das hauptsächlich von Romil Hemnani produzierte Album erhielt überwiegend positive Kritiken und fand Eingang in einige Jahresendlisten, darunter jene von Spin.com.
Nachdem er mit seiner selbsternannten Boyband Brockhampton erstes Material veröffentlicht und von San Marcos nach Los Angeles umgezogen war, trat er 2016 als Support von The Neighbourhood bei deren Europatournee auf. Ende des Jahres erschien sein zweites Soloalbum American Boyfriend: A Suburban Love Story, auf dem er sich erstmals öffentlich zu seiner Homosexualität bekannte. Das Album erreichte Platz 17 der Heatseekers Charts und bedeutete einen kleinen Durchbruch für den Künstler. Als Executive Producer wirkte Michael Uzowuru, der durch seine Zusammenarbeit mit Frank Ocean und Vince Staples bekannt geworden war. Die nächsten zwei Jahre feierte Abstract große Erfolge mit Brockhampton und brachte unter anderem die Saturation-Trilogie und das Nummer-eins-Album Iridescence heraus.
Im April 2019 meldete er sich mit seinem dritten Soloalbum Arizona Baby zurück.

## Stil
Kevin Abstract bewegt sich musikalisch zwischen Hip-Hop, Pop, R&B und Alternative Rock, wobei seinen Songs eine verträumte, introspektive Qualität innewohnt. Als Einflüsse nennt er so unterschiedliche Künstler wie Will Smith, David Bowie, Kanye West, Future, Frank Ocean, Kid Cudi, Tyler, the Creator sowie die Goo Goo Dolls, Sunny Day Real Estate oder Vanessa Carlton. Seinen Künstlernamen verdankt er seiner Bewunderung für einen Jungen namens Kevin und der Beschreibung seiner Musik durch einen Freund als „abstrakt“. Seine Texte reflektieren Themen des Erwachsenwerdens wie Depression, Beziehungen, Drogenmissbrauch oder seine Stellung als sozialer Außenseiter. In mehreren Liedern auf dem Album American Boyfriend verarbeitet er sein Coming-out, so etwa in Papercut, Miserable America und Empty. In den vielfach selbstgedrehten Musikvideos werden außerdem seine Vorlieben für Americana und Jugendkultur deutlich. Darüber hinaus dienen ihm die Filme von Paul Thomas Anderson als Inspiration. Besondere Kennzeichen von Kevin Abstract sind seine oft gefärbten Dreadlocks und Stirnbänder.

## Diskografie

### Solo
Studioalben
- 2014: MTV 1987
- 2016: American Boyfriend: A Suburban Love Story
- 2019: Arizona Baby

Mixtapes und EPs
- 2009: KevinLovesYou
- 2010: The Schoolbus Chronicles
- 2011: Pink Elephants
- 2011: BeyondOurDreams
- 2011: Imagination
- 2013: The ASF EP
- 2013: Kevin Abstract EP
- 2015: Kilmer
- 2019: Arizona Baby
- 2019: Ghettobaby

### Singles (Auswahl)
- 2016: Empty (US: Gold)[10]
- 2019: Peach (US: Gold)
- 2021: Slugger (feat. $NOT & Slowthai)

### Brockhampton
- 2016: All-American Trash (Mixtape)
- 2017: Saturation
- 2017: Saturation II
- 2017: Saturation III
- 2018: Iridescence
- 2019: Ginger
- 2021: Roadrunner, New Light, New Machine